# ميليفوم
ميليفوم (بالإنجليزية: Milevum) كانت مدينة رومانية بربرية في موريتانيا القيصرية. تقع في مدينة ميلة الحالية بالجزائر.